# Pijeds-jaur
Pijeds-jaur (ros. Пиедс-яур, fiń. Piedsjärvi) – jezioro na Półwyspie Kolskim. Administracyjnie znajduje się w rejonie peczengijskim obwodu murmańskiego w Rosji. Powierzchnia jeziora wynosi 11,4 km², a powierzchnia zlewni 167 km². Należy do zlewiska Morza Barentsa.
Przez jezioro przepływa rzeka Pieczenga.